# Maria Stuarda
Maria Stuarda – opera tragiczna w dwóch aktach, skomponowana przez Gaetano Donizettiego do libretta Giuseppe Bardariego na podstawie sztuki Friedricha von Schillera. Premiera miała miejsce 30 grudnia 1835 w mediolańskiej La Scali.
| Rola                                  | Typ głosu   | Wykonawca premiery 30 grudnia 1835 (Dyrygent: - Eugenio Cavallini) |
| ------------------------------------- | ----------- | ------------------------------------------------------------------ |
| Maria Stuarda, królowa Szkocji        | sopran      | Maria Malibran                                                     |
| Elisabetta, królowa Anglii            | sopran      | Giacinta Puzzi Toso                                                |
| Anna Kennedy, towarzyszka Marii       | mezzosopran | Teresa Moja                                                        |
| Roberto, hrabia Leicester             | tenor       | Domenico Reina                                                     |
| Cecil Guglielmo Pana, Kanclerz Skarbu | baryton     | Pietro Novelli                                                     |
| Giorgio Talbot, hrabia Shrewsbury     | bas         | Ignazio Marini                                                     |

Jest to opera odwołująca się do Marii Stuart, historycznej postaci królowej Szkocji panującej w XVI wieku. Tragiczne, a zarazem burzliwe losy monarchini stały się tematem dzieł literackich, pośród których wymienić należy dramaty Juliusza Słowackiego czy Friedricha Schillera. Libretto opery Donizettiego skupia się wokół relacji pomiędzy tytułową bohaterką oraz jej kuzynką, Królową Elżbietą I. Jest to przejmująca historia nieszczęśliwej miłości, która zniszczona została w imię władzy i opłacona najwyższą ceną, jaką jest ludzkie życie. 
Fabuła dzieła jest luźno oparta na życiu Marii Stuart i jej kuzynki królowej Elżbiety I. Schiller wymyślił konfrontację dwóch królowych, która w rzeczywistości nigdy nie miała miejsca. W libretto zawarty jest również wątek miłosny między hrabią Leicesterem a Marią Stuardt, który nie ma odzwierciedlenia w rzeczywistości.
Jest to jedna z wielu oper Donizettiego, które dotyczą historii Anglii z okresu Tudorów.